# Крымский проезд
Кры́мский прое́зд — небольшая улица в центре Москвы в Хамовниках между Фрунзенской набережной и Крымской площадью.

## Происхождение названия
Возник в XIX веке в качестве проезда от Крымского моста к Крымской площади. На плане середины XIX века обозначен как Крымок.

## Описание
Крымский проезд начинается от Фрунзенской набережной, проходит на северо-запад параллельно западному крылу Крымского моста и под Крымской эстакадой выходит вместе с дублёром Комсомолького проспекта на Садовое кольцо на Зубовский бульвар. По проезду числится один дом 2/1 по Фрунзенской набережной («2» — по набережной, «1» — по проезду).